# Magyar hadtörténet
A magyar hadtörténet négy nagy korszakra osztható:
- A honfoglaló magyarság hadtörténete
- A középkori és kora újkori nemesi hadviselés kora
- Magyar alakulatok a Habsburgok sorozásos hadseregében
- Az önálló Magyar Honvédség története

A Magyar Honvédség története az 1848–49-es szabadságharccal kezdődik, ugyanis ekkor állították fel az első központilag szervezett magyar hadsereget. A szabadságharc leverése után csak 20 év múlva, a kiegyezés után nyílt újra mód arra, hogy egy önálló magyar hadsereg jöjjön létre.
A Magyar Honvédség a két világháború során gyakorlatilag teljesen megsemmisült, és szinte a semmiből kellett azt minden egyes alkalommal újra felépíteni. Az 1950-es évek során nagy létszámú tömeghadsereg felállítása volt a cél, amit jelentősen megterhelte az újjáépülő ország gazdasági lehetőségeit. Az 1970-es évek során zajlott le egy nagyobb léptékű eszközmodernizálás, de ennek ellenére a rendszerváltás idejére a Honvédség katasztrofális állapotba került. Az ország 1999-ben nyerte el a NATO tagságot, ami további strukturális átalakításokat igényelt a Honvédségtől.

## A korai magyar hadviselés
A Kárpát-medencébe bevonuló honfoglaló magyar törzsek harci erejét jól jellemzi, hogy a korabeli európai országok képtelenek voltak őket feltartóztatni. Kalandozó hadjárataik során (eljutottak az Ibériai-félszigetig, ahol még a mórokkal is csatáztak, egy lapon emlegették őket a hódító arab, ill. normann támadókkal). Legjellemzőbb fegyverzetük a gyors lövéseket lehetővé tévő reflex- (más néven visszacsapó) íj volt, amivel lóhátról – akár vágta közben – is rendkívül pontosan tudtak célozni. De volt náluk szablya, fokos, kopja is. A nyugati keresztények gyakran imádkoztak így: „A magyarok nyilaitól ments meg Uram minket!” Megbecsülték a távolsági harcot (rohamaikat rendszerint taktikai megfontolásból nyílzáporok előzték meg), ám közelharcban is kemény harcosok voltak. Lóháton harcoltak, gyalogosaik nem voltak.
A nyugati kalandozások végét a merseburgi csata 933-ban, és a Lech mezőn történő augsburgi csata 955-ben jelentette. A nehézlovasságot felsorakoztató és jól szervezett német csapatokkal történt összecsapásból a magyarok vesztesen kerültek ki (ekkor a magyar törzsek népessége is megtizedelődött). A csatavesztés okát nagyrészt az jelentette, hogy a németek kiismerték a magyarokra jellemző taktikát, illetve kővárakat építettek ellenük, melyekkel szemben a nomád, magyar lovasság szinte semmit nem ért el. Az államalapítás után I. (Szent) István nyugati típusú hadsereg szervezésébe kezdett. A könnyűlovasságot nehézlovassággal és gyalogos egységekkel egészítette ki.

## A nemesi hadviselés kora
A magyar lovagi hadsereg fénykora I. Lajos király uralkodása idején volt, aki 1347-ben és 1350-ben Itáliai hadjáratokat indított. Mindemellett folyamatosan voltak továbbra is könnyűlovas seregek, akik többek közt a székelyek és a betelepült kunok közül kerültek ki.
A magyar nemesség 1458 telén, Budán, a Duna jegén a 15 éves Hunyadi Mátyást, Hunyadi János kisebbik fiát választotta királlyá. Uralkodása kezdetén leszámolt a főúri pártokkal, és központosított királyi hatalmat épített ki, aminek alapját az első magyar állandó zsoldoshadsereg, a Fekete sereg képezte. Mátyás előnyben részesítette az akkorra már igencsak elavultnak számító katapultokat az apja által használt modern ágyúkkal szemben. A Fekete Sereg részeként jutott nagyobb szerephez ismét a könnyűlovasság, huszárok és jászok (lovas íjászok) formájában.
A török időkben nem voltak egységes hadseregek, csak várra adottan voltak fegyveres csoportok.
1686. szeptember 2-án az egyesített magyar, osztrák és nyugat-európai csapatok felszabadították Budát a török megszállás alól. A 17. század végére a Habsburg vezetés alatt álló keresztény seregek visszafoglalták a törökök által uralt területeket. Ettől az időtől a Magyar Királyság a Habsburg Birodalom része volt.
A haderő döntő hányadát – leggyakrabban négyötödét – ebben az időben a fő fegyvernemnek tekintett gyalogság alkotta. A másik fegyvernem, a lovasság, elsősorban még a nehézlovasságnak vagy csatalovasságnak nevezett vértesalakulatokból állt. Ezek mellett dragonyosok és könnyűlovasok alkottak két további csapatnemet. A magyar huszárok nemzetközi ismertségre és elismertségre ekkor tettek szert, a modern könnyűlovasság mintapéldái voltak. Ebben az időszakban volt születőben harmadik fegyvernemként a tüzérség.
A függetlenség kivívására két jelentősebb kísérlet történt, a II. Rákóczi Ferenc által vezetett szabadságharc (1703–1711), valamint az 1848–49-es forradalom és szabadságharc.

## A magyar haderők az 1848–49-es szabadságharcban
Az 1848–1849-es magyar honvédsereg az 1848–49-es forradalom és szabadságharc egyik legnagyobb eredménye volt. Megalakulása előtt még tervben sem létezett, néhány hónap alatt azonban egy ütőképes, valódi hadsereg állt fel. Kezdetben gondokat okozott a nagyon vegyes csapatok irányítása, de az egységesítést, kiképzést, hadszervezést a magyar fél harcok közepette is véghez tudta vinni, kevesebb, mint egy év alatt. Eleinte a császári és királyi hadseregből örökölt alakulatokra lehetett számítani, majd később alakult a nemzetőrség, és sor került honvédek toborzására is.

## Magyar Királyi Honvédség (1867–1918)
A vesztes porosz–olasz–osztrák háború után Ferenc József császár kényszerhelyzetbe került. Tisztáznia kellett birodalma zilált belső állapotait, első helyen ki kellett egyeznie az elnyomott Magyarországgal.
Megkezdődtek a tárgyalások, melyek lehetővé tették, hogy 1867 februárjában helyreállítsák a magyar alkotmányt. Az Ausztriával történt kiegyezésre magyar részről Deák Ferenc vezetése alatt. Ezután a Magyar Királyság a dualista berendezkedésű Osztrák–Magyar Monarchia társországa lett. A többi európai nagyhatalom példáját követve, tömeghadsereget kellett szervezni, amely közös, császári-királyi (k. u. k.) hadsereg lett.
A kiegyezést szentesítő törvénycikk a haderőről is intézkedett, de elég homályos fogalmazásban. A 48-as Függetlenségi Párt szerint ez egy önálló magyar haderő felállítását jelentette, ami ellen az osztrák hadügyminiszter kézzel-lábbal tiltakozott. Mivel Ausztriában akkor tervezték az állandó hadsereg megerősítésére a II. vonalbeli katonaságot (honvédséget), a magyar miniszterelnök azt javasolta, hogy nálunk is legyen honvédség magyar zászlóval, magyar vezényszóval és egyenruhával. Végül is az 1868. évi XLI. törvénycikk megalakította a magyar honvédséget, és 1869-ben megkezdődött az első honvédcsapatok felállítása.
Bevezették a sorkötelezettséget, a 20. életévüket betöltő fiataloknak kellett számolniuk a bevonultatással, ám az országnak eleinte csak évente 40 ezer újoncot kellett kiállítania a közös hadseregbe, vagyis sokan megúszták a katonáskodást. Az évenként tartott sorozáson sorsot húztak, s a legnagyobb számokat húzóknak kellett két évre bevonulniuk, a szerencsésebbeket úgynevezett póttartalékba osztották be (eleve ebbe a körbe tartoztak például a tanítók, valamint az örökölt földbirtokok tulajdonosai is).
Kezdetben 82 gyalogzászlóaljat és 32 lovasszázadot szerveztek, de már 1870-ben megalakultak a 33–40. számú századok is. Ekkor 4-4 századot lovasosztályba vontak össze, amelyekből 1874-ben az 1–10. honvéd lovasezred lett.
A századforduló nem képez éles választóvonalat a honvédség fejlődésében, de az 1900-as évek első évtizedében az általános európai fegyverkezés hatására mélyreható és gyors haderő-fejlesztési program indult be az Osztrák–Magyar Monarchiában. A hadkészültség és a katonai kiképzés foka szerint a haderő első vonalát a császári és királyi közös hadsereg és haditengerészet, második vonalát a magyar királyi honvédség, illetve császári királyi Landwehr alkotta. Háború esetén a teljes fegyveres erő hadműveleteit az uralkodó által kinevezett katonai parancsnoknak kellett irányítania. A haderő csapatokra, a különböző hadiszükségletek beszerzésére, kezelésére, létrehozására, és tudományos célokra szolgáló intézetekre, valamint magasabb parancsnokságokra és hatóságokra tagolódott.
A főparancsnoki teendőket 1905-ig az idősebb József főherceg lovassági tábornok (József nádor fia), az ő halála után báró Klobucar Vilmos lovassági tábornok, 1913-tól pedig Rohr Ferenc lovassági tábornok látta el. Az 1912-es védtörvény nyomán megemelt honvéd újonclétszám lehetővé tette 4 új gyalogezred felállítását. Az így kibővült honvéd gyaloghadosztály létszáma 12 ezer gyalogos, 300 lovas, 24 géppuska, 36–48 ágyú, 1000 kocsi volt.
A honvédség legutoljára létrehozott fegyverneme a tüzérség volt. A felállítására irányuló magyar igények már az 1868-as véderőtörvény-tervezet parlamenti vitája során jelentkeztek, de a tüzérség ügye később is állandóan napirenden maradt. A századforduló után az európai nagyhatalmak felgyorsult ütemű fegyverkezését szem előtt tartva a hadvezetés a közös hadsereg tüzérségét óhajtotta fejleszteni, ami létszámnöveléssel járt együtt. 1904 februárjában Tisza István miniszterelnök a honvédség tüzérséggel való ellátását kérte az uralkodótól, aki elvileg beleegyezett a tervbe. Franz Conrad von Hötzendorf tábornok, az egész haderő vezérkari főnöke 1909-ben többször is sürgette a honvéd tüzérség létrehozását, mert a császári királyi Landwehrnél egy évvel korábban megkezdték a tüzérütegek szervezését. A Monarchia hadvezetősége a honvéd tüzérség hiányát 1870-től 1913-ig úgy pótolta, hogy békeidőben az őszi fegyvergyakorlatokon, illetve mozgósítás vagy háború esetére a közös hadsereg tüzérségi alakulatait osztotta be a honvéd egységekhez. Az 1872-ben felállított honvéd szórólöveg-alakulatok – melyek a tüzérséget pótolták – létezése és 3 év utáni megszűnése nem változtatott a kialakult gyakorlaton. A fegyvernem megszervezésének szükségessége nem volt vitatott, hiszen leginkább a dunai birodalom tüzérsége volt lemaradva mind mennyiségileg, mind minőségileg és technikailag a többi nagyhatalomhoz képest.
A tüzérség kialakítása 1913-ban indult meg tábori ágyús osztályok (8 db) és tábori ágyús ezredek (2 db) felállításával. 1914-ben honvédségünknek 1 lovas tüzér és 8 tábori ágyús ezrede volt, melyek változó számú üteg felett rendelkeztek. A világháború alatt a honvéd tüzérség fejlesztése igen dinamikus volt. A háború utolsó évében 12 tüzér dandár (kötelékében 2 tábori tüzér ezred, 1 tábori nehéztüzér ezred és 1 hegyi tüzér osztály) harcolt.
Az első világháborúban Magyarország több százezres emberáldozatot szenvedett el, főleg az orosz fronton és az olaszországi Isonzónál.
1918. október 23-án kitört az őszirózsás forradalom. 1918. október 25-étől kezdve váltak megállapíthatatlanná azok a folyamatok, melyek végső soron a magyar katonai erő megszűnéséhez vezettek. E napon a Nemzeti Tanács mellett megalakult a Katonatanács is Csernyák Imre egykori százados vezetésével, zömmel alacsony rendfokozatú tartalékos tisztekből, akik a fegyveres felkelést akarták előkészíteni. A budapesti helyőrségben egyre erőteljesebbé vált a forradalmi hangulat szítása és a züllesztés is. Ezt Lukachich Géza tábornok, a másnap kinevezett új helyőrségparancsnok sem tudta megfékezni a legkeményebb eszközökkel sem. A parancsok megtagadása általános lett, a katonák együtt meneteltek a felfegyverzett munkásokkal. Ugyanezen a napon Károlyi Mihály vezetésével polgári demokratikus kormány alakult. A volt Magyar Királyság területét a köztársasági kormánynak nem sikerült egyben tartania, mert a szomszédos országok igényt tartottak a szlovák, román és délszláv nemzetiségek által lakott területekre, és az antant támogatásával katonai intervenció indult meg az ország feldarabolására. Az ország jelentős része francia, román és szerb ellenőrzés alá került. Ez a Károlyi Mihály-kormány bukásához vezetett, és 1919. március 21-én az ország még magyar kézen maradt részében a kommunisták ragadták magukhoz puccsal a hatalmat.

## Vörös Hadsereg (1919)
A Magyar Tanácsköztársaság létrejöttekor a külpolitikai helyzet még súlyosabb volt, mint a polgári kormányzat idején. Az események alakulását jelentősen befolyásolta a Vix-jegyzék, mely 1919. március 20-án került átadásra. Ez a jegyzék a párizsi békekonferencián a katonai szakértők és külügyminiszterek által február 26-án hozott határozat volt, amelynek értelmében további jelentős magyarlakta területek kiürítésére és egy francia ellenőrzés alatti semleges zóna létrehozására kötelezték Magyarországot. A semleges zóna határai közé került volna Vásárosnamény, Debrecen, Békéscsaba, Orosháza és a franciák által már megszállt Szeged is – ez azzal járt volna, hogy a magyar csapatoknak a Tiszántúlon több mint 100 km széles fronton átlag 50–80 km-t kellett volna visszavonulniuk. A jegyzék elutasításával egyidejűleg lemondó polgári kormányzat helyére lépő Forradalmi Kormányzótanács megalakulása után az elsők között alkotta meg a hadsereg felállításáról szóló rendeletét, hiszen az új állam számára létkérdés volt egy ütőképes hadsereg létrehozása. Március 21-én ugyanis az egyetlen igazán hadrafogható magyar alakulat a Székely Hadosztály volt, amely Erdélyben már 1918 késő ősze óta harcban állt a románokkal.

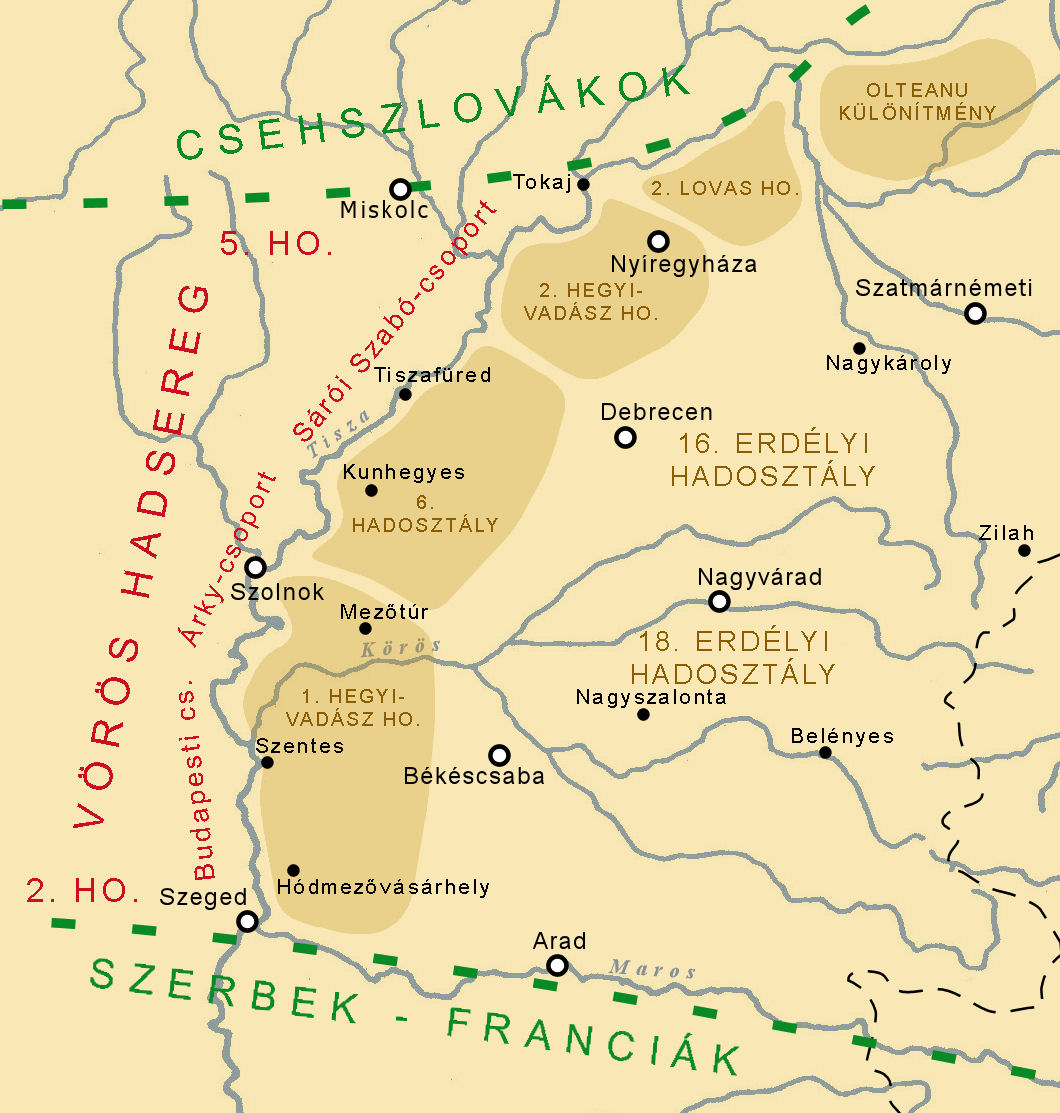
A szembenálló erők május 3-án

Az ország vezetői úgy vélték, hogy 3-4 hónap alatt lehetséges egy körülbelül 200 ezer fős hadsereg létrehozása. 1919. március 25-én jelent meg a Vörös Hadsereg fölállításáról szóló rendelet. Április 16-án a román, majd április 27-én megindult a cseh csapatok támadása.
1919. április 21-én Stromfeld Aurélt nevezték ki Böhm Vilmos mellé a tiszántúli csapatok vezérkari főnökévé és rá hárult a feladat, hogy a 250 kilométer hosszú, zavar helyzetű arcvonalat összefogja és megszervezze. Egy nap alatt sikerült megszervezni a hadsereg-parancsnokságot Szolnokon.

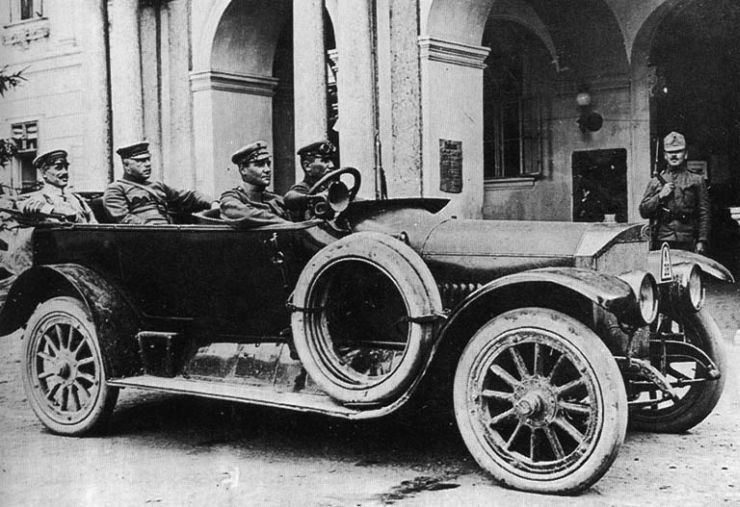
Stromfeld Aurél és Bőhm Vilmos

A tanácsköztársaság hadereje 1919 tavaszán kísérletet tett a Magyarország területén folyamatosan terjeszkedő cseh–szlovák és román erők visszaszorítására: május 9-én, Hatvan térségéből indított hadjárata elején a Vöröshadsereg győzelmet aratott Miskolc mellett, ezzel pedig elszigetelte egymástól az északról támadó cseh–szlovák és a kelet felől előrenyomuló román erőket.

Vörös Hadsereg által elfoglalt terület

A Vörös Hadsereg a győzelem után a gyengébbnek tartott cseh–szlovák erőkkel vette fel a harcot, és északi hadjárata során többek között felszabadította Sátoraljaújhelyt, Érsekújvárt, Kassát, majd Eperjest. A Vörös Hadsereg sikerei rövid időn belül tiltakozást váltottak ki az antant részéről, Clemenceau francia miniszterelnök júniusban jegyzékben követelte a Vörös Hadsereg visszavonását.
A Tanácsköztársaság politikai vezetése a sikeres felvidéki hadjáratot követően úgy döntött, hogy elfogadja az antanthatalmak ajánlatát, és az ígért politikai, gazdasági, illetve területi ellentételezésekért cserében kiüríti a visszafoglalt területeket. A Clemenceau-jegyzék elfogadása és a Vörös Hadsereg visszarendelése elleni tiltakozásul Stromfeld 1919. július 3-án lemondott, példáját sok katonatiszt követte. Az új vezérkari főnök Julier Ferenc lett. A távozó tisztek egy része Szeged felé vette az irányt és beállt a Horthy Miklós vezette Nemzeti Hadseregbe.

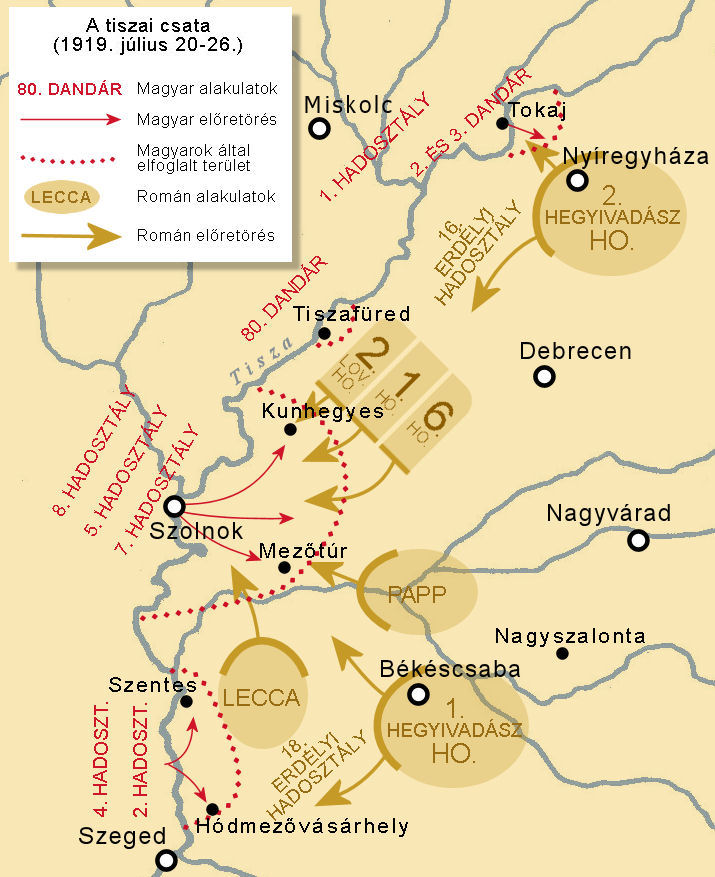
A magyar és a román hadsereg hadműveletei a tiszai csata során a magyar-román háború harmadik szakaszában

 Magyarország közvetlenül a csehszlovák fegyverszünet megkötése után elkezdte felsorakoztatni hadseregét a románok ellen a Tisza mentén, és július 17-én a magyarok mérték az első csapást. A románok a Tisza mentén mintegy 250 kilométer hosszúságú frontvonalon néztek szembe a magyarokkal, délen, Szeged mellett a francia és szerb sereggel, északon, Tokajnál a csehszlovák sereggel volt összeköttetésük. A magyar haderő száz gyalogoszászlóaljból (összesen mintegy 50 ezer ember), tíz lovasszázadból (1365 ember), 69 tüzérségi ütegből (305 mm-es kaliberűig) és kilenc páncélvonatból állt. A sereget három csoportba szervezték, az északi, középső és déli csoportba, melyek közül a középső volt a legerősebb. Úgy tervezték, hogy mindhárom csoport átlépi a Tiszát, majd az északi csoport Szatmárnémeti, a középső Nagyvárad, a déli pedig Arad felé nyomul előre. A román hadsereg 92 zászlóaljból (48 ezer ember), 58 lovasszázadból (12 ezer ember), mintegy nyolcvan tüzérségi ütegből (155 mm-es kaliberűig), két páncélvonatból és néhány támogató egységből állt. Július 17-e és 20-a között a magyarok bombázták a román állásokat és felderítő hadműveleteket végeztek. Július 20-án hajnali három óra körül, heves bombázást követően mindhárom magyar csoport gyalogsága átlépte a Tiszát és megtámadta a románokat. A kezdeti katonai sikerek után a több irányból szorongató túlerővel szemben a Vörös Hadsereg végül vereséget szenvedett. Magyarország egész területét megszállták a világháborút megnyerő antant-országok csapatai.

## Nemzeti Hadsereg (1919–1922)

A Nemzeti Hadsereg vezérkara - 1921

A polgári demokratikus köztársaságot felváltó Tanácsköztársasággal elégedetlen szegedi ellenforradalmi kormányok hadügyminisztere, Horthy Miklós ellentengernagy, 1919. június 6-án Szegeden adta ki rendeletét a Nemzeti Hadsereg felállításáról. Horthy töltötte be a hadügyminiszteri, majd a nemzeti hadsereg fővezérségének augusztus 9-i megalakulása után, annak főparancsnoki tisztjét. A Nemzeti Hadsereg ugyanezen a napon indult el a meg nem szállt Dunántúlra, hogy ott egyesüljön a Dél- és Nyugat-Dunántúlon gyülekező, elsősorban Lehár Antal ezredes vezetése alatt lévő csapatokkal.
A Nemzetgyűlés 1920. március 1-jén Horthy Miklóst választotta kormányzóvá. Felhatalmazták a kormányzót, hogy közvetlenül fenyegető veszély esetén „a magyar minisztérium felelőssége és a nemzetgyűlésnek késedelem nélkül kikérendő utólagos hozzájárulása mellett” elrendelheti a hadseregnek az ország határán kívüli alkalmazását. Megkezdődtek a munkálatok a Nemzeti Hadseregből kialakuló Magyar Királyi Honvédség szervei ügykörének tisztázására, feladati megfogalmazására. Április 1-jén a fővezérség megszűnt, a hadsereg vezetését a vezérkar vette át.

### A trianoni békeszerződés előírásai
Az 1920. június 4-én a versailles-i Trianon-kastélyokban aláírt békeszerződés katonai rendelkezései alapvetően biztosították a kisantant államok teljes katonai fölényét. Olyan hadsereg fenntartását engedélyezték Magyarországnak, mely nemcsak támadó hadműveletekre alkalmatlan, de az ország minimális védelmét sem képes ellátni. A békeokmány megszüntette az általános hadkötelezettséget, s csak önkéntes belépés és kiegészítés alapján álló, 35 ezer főt – ebből 1750 tiszt – meg nem haladó létszámú hadsereget engedélyezett. Ez a hadsereg csak a belső rend fenntartására és határrendőr szolgálatra volt hivatott. A szerződés megtiltotta minden, a háború előkészítésére és vezetésére hivatott szerv (vezérkar) létrehozását és fenntartását, ezzel kapcsolatos intézkedések megtételét. A szerződésben foglaltak betartását a Szövetséges Katonai Ellenőrző Bizottság ellenőrizte.

## Magyar Királyi Honvédség (1922–1945)
A gazdasági helyzet és Szövetséges Katonai Ellenőrző Bizottság jelenléte (1927. március 31-ig) nem tette lehetővé a hadsereg fejlesztését.
1927. december 23-án viszont határozat született a hadsereg három lépcsős fejlesztéséről. Az 1930-as évek gazdasági válsága a fejlesztések megtorpanását okozta.
1938-ra a tengelyhatalmak európai politikai előtérbe helyeződése Magyarország számára lehetőséget biztosított a fegyverkezési egyenjogúságra (1938. augusztus 23-i bledi egyezmény). A lehetőséget a gazdaság növekedése is biztosította. Ezek alapján életbe lépett a Huba hadrend, melyet (1943-ig, a Szabolcs hadrend kialakításáig) többször változtattak.
1940. március 1-jén a hadrendben 3 hadsereg-parancsnokság került felállításra:
- 1. Szolnok (később Kolozsvár): a debreceni VI., a kassai VIII. és a kolozsvári IX. hadtestből,
- 2. Budapest: a budapesti I., a székesfehérvári II. és a miskolci VII. hadtestből,
- 3. Pécs: a szombathelyi III., a pécsi IV. és a szegedi V. hadtestből.

A megalakult három hadsereg egyike sem került eredeti szervezetében bevetésre. A megalakult hadtestekben a rövid idő alatt nem sikerült jelentős mennyiségi fejlesztést végrehajtani, ezért megmaradt a két gyalogezredes (gyalogdandár) kialakítás.
A gyalogdandár két gyalogezrede csak mozgósításkor állt fel. A dandár egységeiből az állomány egy része kivált, és megalakította a dandár ún. iker gyalogezredét. Az ikergyalogezredek számozás 1938-ig +21-es számot, 1938-tól +30-as sorszámot kapott. A kiválás után mind a két gyalogezredet feltöltötték sorkötelesekkel illetve behívott tartalékosokkal. Az ikreződéssel történő mozgósítás jellegéből adódóan lassan történő kialakítás, de a hadsereg egésze közel egyszerre éri el a hadkészültséget.
A két gyalogezredes formációt 1942. február 12-től kis átalakítással könnyű hadosztálynak (rövidítve: k.ho) keresztelték. Az állományukba olyan ezred közvetlen alosztályok is bekerültek, amelyek eddig a gyalogdandárok hadrendjében nem szerepeltek, nevezetesen: egy-egy kerékpáros- és huszárszakasz, illetve egy kísérő könnyűágyús üteg.
Horthy a magyar területi revízió politikáját támogató két országgal, először a fasiszta Olaszországgal, majd a legfontosabb gazdasági partner náci Németországgal kereste az együttműködést. A tengelyhatalmak szövetségeseként 1941-ben Magyarország belépett a második világháborúba. A gyengén felszerelt magyar csapatok hatalmas emberáldozatot hoztak a keleti fronton, majd 1943 januárjában a Magyar 2. hadsereg megsemmisítő vereséget szenvedett a Don folyó partján. A II. világháborúnak Magyarországon a harcok folyamán mintegy félmillió polgári és katonai áldozata volt. [A II. világháborúban közel 1 millió magyar halt meg a holokauszt áldozataival együtt!]

## Magyar Honvédség (1945–1951)
A Dunántúl területének nagy részét és Budapestet még tartották a német–magyar csapatok a túlerejű ellenséggel szemben, amikor 1944. december 21-én Debrecenben már összeült az Ideiglenes Nemzetgyűlés, mely kormányfőnek Dálnoki Miklós Béla vezérezredest, az 1. magyar hadsereg szovjetekhez átállt parancsnokát választotta meg. A honvédelmi miniszter és egyben a vezérkar főnöke Vörös János vezérezredes lett, a Magyar Királyi Honvéd Vezérkar korábbi főnöke.
Az 1945. novemberi választásokon a szavazatok többségét a Független Kisgazdapárt szerezte meg (57%), de a Szövetséges Ellenőrző Bizottság nyomására kommunista, szociáldemokrata és nemzeti parasztpárti politikusokat is magában foglaló koalíciós kormány alakult. Éles politikai harc indult meg a hadsereg feletti ellenőrzésért is. A küzdelem elsősorban a hivatásos állomány, főleg a tisztikar megnyeréséért folyt. A tisztek politikai szempontok alapján történt kiválogatását a háború alatt és közvetlenül azt követően az igazoló bizottsági eljárás, majd pedig a „B”-listázás szolgálta. Minden tisztnek és tiszthelyettesnek igazolnia kellett a háború alatti magatartását. Az úgynevezett „nyugatos”, azaz amerikai, angol vagy francia hadifogságból hazatért tiszteket 1946 februárjában automatikusan eltávolították a hadseregből. Az egész közigazgatást érintő létszámcsökkentés során pedig „A”, „B”, „C” kategóriába sorolták a hivatásos állományt, akik közül az utóbbiak további szolgálataira nem tartottak igényt.
A rendelkezésre álló fegyverzeti felszerelés és személyi állomány válogatott része a Határőrséghez került. A korábban a kerületi parancsnokságok alárendeltségében felállított 27 határportyázó-századból és az új erőkből 15 határvadász-zászlóalj jött létre. Elöljáró szervük a Határőr parancsnokság lett, amelynek élére a miniszter ódzkodása ellenére a kommunista Pálffy György ezredes került.
1947. február 10-én Párizsban aláírták a magyar békeszerződést, amelynek a hadseregre vonatkozó előírásai értelmében Magyarországnak jogában állt 70 ezer fős hadsereget szerveznie.
1948 végén megkezdődött a hadsereg gyorsított fejlesztési tervének kidolgozása. A tervalkotás talán legfontosabb ösztönzője az a tárgyalás volt, amelyet Sólyom László altábornagy, vezérkari főnök folytatott Moszkvában a szovjet katonai vezetőkkel. A magyarok kötelezettséget vállaltak 1951 őszéig nyolc lövész- és egy páncéloshadosztály felállítására, hadseregközvetlen tüzérség, szerény légierő és légvédelmi tüzérség megteremtésére. Még e nagyságrendileg nem túl jelentős haderő is rendkívüli megterhelést igényelt, 1950-ben például az állami költségvetés 25%-át.

## Magyar Néphadsereg (1951–1989)

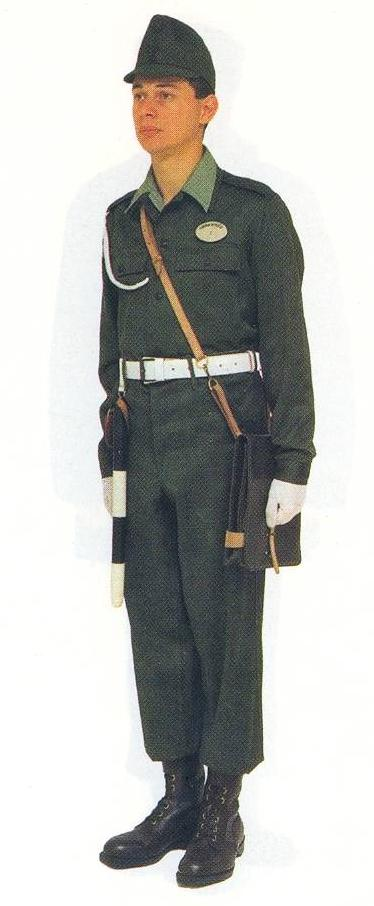
Sorállományú csapatrendész 65M gyakorlóruházatban

1951. június 1-jén a Magyar Honvédség elnevezést Magyar Néphadseregre változtatták, az év végétől megkezdődött az állomány szovjet mintájú egyenruházattal való ellátása.
Magyarország a Rákosi-diktatúra alatt, 1955-ben a Varsói Szerződés (VSZ) alapító tagjai között volt. A szerződés létrejöttének kiváltó oka Nyugat-Németországnak a NATO-hoz történő csatlakozása volt. A Varsói Szerződés idején (1955–1990 között) 200 000 fős szovjet haderő (gyalogság, tüzérség, légierő, páncélos egységek) állomásozott Magyarország területén. Az új Magyar Néphadsereg a szovjet katonai rendszeren és eszközökön alapult. Bár a haderő-átalakítás fontos feladat volt, mégis a katonai pálya politikai és társadalmi megítélése rendkívül rossz volt (főleg a tiszthelyettesek számára okozott ez máig ható problémákat, amit csak az ország NATO-csatlakozása után megkezdett haderőreform keretében kezdett el megváltozni). A hatalmas hadi kiadások az 1950-es évek közepére gazdasági csődbe juttatták az országot. Az 1956-os forradalom leverése után a Vörös Hadsereg a Magyar Néphadsereg összes komolyabb eszközét elhordta az országból.
Néhány évvel a forradalom leverése után, a szovjetek ajánlatot tettek arra, hogy kivonják a csapataikat az országból, de Kádár János a felajánlást visszautasította, így továbbra sem kellett foglalkoznia a Magyar Hadsereg újjáépítésével.
1968-ban a prágai tavasz politikai változásokat hozott Csehszlovákia életében. A szovjet vezetés ezt nem nézte jó szemmel, így 1968 nyarán a Varsói Szerződés tagállamainak katonai egységei (Románia kivételével) bevonultak az országba. Magyar részről egy hadosztály vett részt a hadműveletben. Csehszlovákia megszállása augusztus 20-án éjjel kezdődött, és október 23-án, elsőként kezdték meg a kivonulást az összesen három főt vesztett magyar csapatok.
Az 1970-es évektől kezdve megkezdődött egy új eszköz beszerzési hullám, a Magyar Néphadsereg ennek ellenére csak vegetált. Az évek során a laktanyák romos állapotba kerültek, az állomány morálja nagyon alacsony szintre süllyedt. A két (később már csak 1,5) évre behívott sorozottak katonai kiképzése gyenge volt, és gyakorlatilag csak ingyen munkaerőként használták őket.

## Magyar Honvédség (1990-től)
A rendszerváltozás a hadseregben már 1989-ben megkezdődött. Júliusban a rendfokozat utáni „elvtárs” megszólítás „bajtárs”-ra változott (pár hónappal később pedig „úr”-ra), megszüntették a szocialista versenymozgalmat és döntöttek a néphadsereg állományának 9%-os csökkentéséről. A Politikai Főcsoportfőnökség átalakult Nevelési és Szociálpolitikai Főnökséggé, s ugyancsak megszűnt a politikai helyettesi intézmény. Októberben feloszlott az MSZMP néphadseregi bizottsága, megtiltották a hadseregen belüli politizálást, engedélyezték a katonák szabad vallásgyakorlatát. Megkezdődtek a NATO és a Varsói Szerződés között leszerelési tárgyalások, valamint a magyarországi szovjet csapatok csökkentése.
A kormány 1989. november 30-i határozata szerint további 20–25%-os csapatcsökkentést kell végrehajtani, a néphadsereget nemzetközi haderővé alakítani és a diszlokációt egyenletessé tenni. Kettéválasztották a vezetést, melynek feladatát a Honvédelmi Minisztérium és az újonnan létrejött Honvédség Parancsnokság végezte december 1-jétől. A hónap végén megindulnak a hadsereg segélyszállítmányai a romániai felkelők támogatására. A gépkocsioszlopok kizárólag gyógyszert, vért, orvosi eszközöket, élelmiszert, ruhaneműt vittek, s azokat fegyvertelen katonák kísérték. 1990. március 15-étől a haderő hivatalos neve Magyar Honvédség.
Az 1990 és 1995 közötti időszakban a minisztériumon, vezérkaron és a parancsnokságon belüli átszervezések mellett a fő hangsúly a csapat- és fegyverzetcsökkentésen volt. A NATO 16 és a Varsói Szerződés 7 államának 1990. november 3-i egyezménye értelmében a honvédség összesen 835 harckocsit, 840 tüzérségi eszközt, 29 önjáró hídverőt, 1700 gyalogsági harcjárművet, 180 harci repülőt és 108 harci helikoptert tarthat rendszerben. 1995. november 15-éig e korlátozásnak maradéktalanul eleget tettek. Ugyanezen időpontig több mint 200 hadrendi és hadrenden kívüli szervezet szűnt meg, többek között 7 gépesített lövészdandár, 2 tüzérdandár, 1 harckocsidandár, 5 légvédelmi tüzér-, illetve rakétaezred, 2 páncéltörő tüzérezred, 3 műszaki ezred, a harcászati rakétaosztályok, a közlekedési dandár, számos híradó, rádiótechnikai, ellátó, egészségügyi, műszaki zászlóalj, a katonai szállítási igazgatóságok, különböző intézetek. A hadműveleti-harcászati rakétadandárt szintén felszámolták, illetve átfegyverezték sorozatvető tüzérezreddé. Leszervezték a fegyvernemi kiképző központokat is, így a tartalékos tiszti és tiszthelyettesi képzés a főiskolákra került át. Az újonnan felállított egységek zöme vezetésbiztosító vagy elektronikai harc-alakulat. Megalakították a honvédség első légimozgékonysági zászlóalját is. Korszerűsítették a katonai közigazgatást, kialakították a hadkiegészítő parancsnokságok új struktúráját. A hadi költségvetés szűkössége miatt jelentős fejlesztésekre nem került sor, ez alól csak az 1993-ban beszerzett MiG–29-esek jelentenek kivételt. A korszerűnek mondható elfogó vadászrepülőgépekből az oroszok a szovjet adósság egy része fejében szállítottak 28 darabot. Rendszerbe állításukkal egyértelműen nőtt a magyar légtér védelmének lehetősége.
A hadseregen belül továbbra is számos negatív jelenség volt tapasztalható. Ezek egyik jellemzője, hogy a tisztek erkölcsi megbecsültsége után az anyagi is katasztrofális szintre zuhant: a kezdő fizetések összege éppen eléri a létminimumot, de a hosszabb ideje szolgáló és magasabb rendfokozatú, beosztású tisztek javadalmazása is elégtelen. További problémát mutat a sorkatonai szolgálatra – mely 1990 őszétől már csak 12 hónap – való alkalmasság kérdése is. Amíg az 1960-as évek közepén a sorozóbizottságok előtt megjelenő fiataloknak csak valamivel több mint 6%-a volt alkalmatlan, illetve kizárólag szakszolgálatra alkalmas, addig 1995-ben ez az arány már elérte a 35%-ot. A bevonultatottak közül is jelentős számú katonát kell leszerelni idő előtt a legkülönfélébb okokból. A Katonai, később Tábori Lelkészi Szolgálat megszervezésével viszont megvalósult a hivatásos és sorállomány lelki gondozása és mód nyílt a polgári szolgálat vállalására is.

## A NATO tagjaként
A szövetség 1995 szeptemberében adta ki a Tanulmány a NATO bővítéséről című dokumentumot, amely egyértelműen megfogalmazta a csatlakozni szándékozók számára a NATO-tagság elnyeréséhez szükséges politikai és katonai feltételeket. A bővítési tanulmány hazai feldolgozását követően határozott felkészülési folyamat vette kezdetét. A Honvéd Vezérkar keretén belül 1995. október 15-én megalakult az Euroatlanti Integrációs Munkacsoport, amely a NATO-szabályzatok, kézikönyvek hazai adaptálását, a törzsek és csapatok elsődleges felkészítését végezte.
Magyarország – a volt Varsói Szerződés tagországai közül elsőként – 1996. január 29-én jelentette be hivatalosan csatlakozási szándékát a NATO-hoz. Intenzív párbeszéd indult az észak-atlanti szövetség és Magyarország között. Ennek során a NATO meggyőződött arról, hogy Magyarország a bővítési tanulmányban megfogalmazott feltételeknek megfelelően képes a szövetségi elvárások teljesítésére. A párbeszéd eredményeként 1997. július 8-án a NATO madridi csúcstalálkozóján a szövetség állam- és kormányfői úgy határoztak, hogy Csehországot, Lengyelországot és Magyarországot csatlakozási tárgyalásokra hívja meg.
1997. november 16-án Magyarországon népszavazást tartottak a NATO-csatlakozásról. A parlament által kiírt referendumon a szavazásra jogosultak 49,24%-a nyilvánított véleményt, és 85,33% igennel voksolt.
1999. március 12-én Magyarország felvételt nyert a NATO-ba. Egy 2000 februárjában készült Tárki felmérés szerint a magyarok 65%-a egyetértett az ország NATO tagságával, 25%-a viszont semleges álláspontot képviselt (azaz nem ellenezte, de nem is támogatta azt). Csak a megkérdezettek 10%-a ellenezte az ország tagságát.

## Az önkéntes haderő
Már 1993-ban életbe lépett az a törvény, amely lehetővé tette, hogy meghatározott tiszti, tiszthelyettesi és legénységi beosztásokat szerződéses katonák is betöltsenek. Az Országgyűlés 2004 novemberében módosította az alkotmányt a sorkötelezettség eltörlésével kapcsolatban, ettől kezdve a Honvédség állományát már kizárólag szerződéses katonák, hivatásos katonák, és közalkalmazottak alkotják. A katonákkal szemben fokozottabb elvárásokat támasztottak. Komolyabb fizikai, egészségügyi és pszichológiai felmérésen kell megfelelniük, és csak e tesztek sikeres teljesítése esetén kezdik meg szolgálati viszonyukat. A katonáknak bevonulásuk után is folyamatos felméréseken kell megfelelniük. A jelentkezőknek tiszti, tiszthelyettesi beosztásokban legalább 5 év, legénységi beosztásokban legalább 2 év szolgálati időt kell vállalniuk. Tiszti beosztásokban egyetemi, főiskolai, zászlósi, tiszthelyettesi beosztásokban középiskolai, (egyes külön jogszabályban meghatározandó beosztásokban szakiskolai) legénységi beosztásokban általános iskolai végzettség szükséges.
A szerződéses legénységi állományba felvett rendfokozattal nem rendelkező katona a próbaidő leteltéig honvédként teljesíti szolgálatát. A további előléptetés lehetőségeit a szolgálati törvény határozza meg. A szerződéses katona – ha rendelkezik az előírt feltételekkel – kérheti hivatásos állományba vételét.
Miután a szerződésesek bevonulnak, a szolgálatuk első fél évében kiképzéseken, továbbképzéseken, gyakorlatokon és lövészeteken vesznek részt. Gyakorolják a NATO keretein belül vállalt feladataikat is.
A katonák anyagi körülményei rendezettnek mondhatók, de az utóbbi időben fizetésük egyre csökken a magyarországi átlag bérekhez képest, járandóságukat a szolgálati törvény határozza meg. A fizetés beosztási illetményből, honvédelmi pótlékból, illetménykiegészítésből, valamint illetménypótlékokból áll. A beosztási illetmény és a honvédelmi pótlék együttes összege az alapilletmény. A beosztási illetmény és a honvédelmi pótlék összegét a mindenkori köztisztviselői illetményalap és a törvényben az egyes beosztásokhoz és rendfokozatokhoz meghatározott szorzószámok szorzata adja. Különböző költségtérítésben részesülnek, pl.: albérleti, ruházati, étkeztetési hozzájárulások. Külföldi szolgálat esetén a katona megkapja a hazai fizetését, illetve a NATO-ban előírt juttatások kis hányadát.

## Külső hivatkozások
- Magyarország a XX. században – Babits Kiadó, Szekszárd, 1996–2000 (Magyar Elektronikus Könyvtár)
- Magyar Huszár és Katonai Hagyományőrző Szövetség honlapja

## További Információk
- Ehrenberger Róbert: A béketábor magyar hadserege (MEK)